# Крижова
Крижова́ — село в Україні, у Луцькому районі Волинської області. Входить до складу Горохівської міської громади. Населення становить 32 особи.

## Географія
Село розташоване на північно-західній стороні від витоку річки Липи.

## Історія
У 1906 році хутір Підберезської волості Володимир-Волинського повіту Волинської губернії. Відстань від повітового міста 57 верст, від волості 12. Дворів 25, мешканців 150.
12 червня 2020 року, відповідно до розпорядження Кабінету Міністрів України № 708-р «Про визначення адміністративних центрів та затвердження територій територіальних громад Волинської області», село увійшло в склад Горохівської міської громади.
19 липня 2020 року, в результаті адміністративно-територіальної реформи та ліквідації Горохівського району, село увійшло до складу новоутвореного Луцького району.

## Населення
Згідно з переписом УРСР 1989 року чисельність наявного населення села становила 60 осіб, з яких 25 чоловіків та 35 жінок.
За переписом населення України 2001 року в селі мешкала 51 особа. 100 % населення вказало своєю рідною мовою українську мову.